# Чхолліма-091
«Чхолліма-091» (кор. 천리마091호) — модель зчленованого тролейбуса, розроблена і вироблена в Пхеньяні з 2009 по 2018, що замінила виробництво застарілих моделей «Сонньон» і двовісний «Чхонненджонві».

## Опис

### Загальні відомості
Тролейбус був названий на честь міфічного крилатого коня Чхолліми . Роботами з проектування тролейбуса керував інженер Рим Мен Сон, технічний директор головного управління пасажирського транспорту Пхеньяна.

### Салон
У головній частині тролейбуса знаходяться дві двері, у причепі — одна. Середні двері використовуються тільки при висадженні пасажирів на кінцевій зупинці. Салон тролейбуса розрахований на максимальну місткість. Уздовж бортів знаходиться ряд одиночних сидінь, на надколісні кожухи - здвоєні посадкові місця. Заради максимальної місткості конструктори відмовилися від накопичувальних майданчиків, місць для дитячих колясок та інвалідів (на відміну від більш старих моделей, що мали двомісні ряди крісел та один накопичувальний майданчик). Робоче місце водія тролейбуса сконструйовано на європейський зразок. Воно відокремлено від пасажирського салону шафа для підлоги, всередині якої розташовується електрообладнання. Відсутність перегородки призводить до того, що пасажири можуть відволікати водія у години пік. У тролейбусах представлені зсувні вікна замість кватирок та вентилятори, розташовані в салоні. На пізніших моделях встановлені кондиціонери.
Журналіст Костянтин Клімов зазначає, що тридверне компонування зчленованого тролейбуса, придатне лише на приміських та човникових перевезеннях, свідчить про дефіцит транспорту в Пхеньяні. Більшість елементів обшивки створено із металу. Лампи люмінесцентного освітлення салону, світлова оптика, сидіння та панель приладів виконані із пластику. Підніжки дверей не ізольовані, що може призвести до ураження електричним струмом.
У різних екземплярів представлені різні рівні низькопольності - бувають як високопідлогові екземпляри, так і частково низькопідлогові. Кузов не має видимих зварних швів і обшитий товстою листовою сталлю. Вікна відчиняються незвичайним чином - пів-вікна відсувається убік, тому через вікно спокійно можна вийти з тролейбуса. Вентиляційні люки на даху відсутні, тому що через такі вікна робити люки просто не має сенсу. У тролейбусі є кондиціонери, а також для циркуляції повітря під стелею встановлені вентилятори. Станом на листопад 2013 року є сімнадцять різних схем фарбування кузова. Для порівняння у Чхолліма-90 було лише чотири схеми забарвлення, а у Чхонненджонві всього три.

## Історія створення та виробництва
Складання першого прототипу проводилося в 2009. На той час у Пхеньяні випускалися тролейбуси «Чхонненджонві», що швидко застарівають, а також зчленовані тролейбуси «Чхолліма Соннен», що мають ряд недоліків, таких як вкрай низька зносостійкість і невдалий дизайн кузова. Спроба витіснити їх високопольною моделлю Чхолліма-032 провалилася.
Головними перевагами нової моделі є низька вартість виробництва та низьке споживання електроенергії (на 40% нижче, ніж у Чхолліма Сонньон).
Ця модель тролейбуса збирається напівкустарним способом, темп випуску становить приблизно 20 машин на рік. За десять років вироблено близько двохсот одиниць. Комплектуючі - на 80% КНР. Найчастіше проблема з постачанням комплектуючих повністю зупиняє виробництво кілька тижнів.
Експлуатуються переважно в Пхеньяні, по кілька машин є в Хамхіні та Чхонджіні. Як мінімум дві машини згоріло, одна розбита у великій ДТП з військовою вантажівкою.
Експлуатація тролейбуса в перші роки була дуже проблемною, модель була дуже "сирою", особливо було багато проблем з електронікою (крім проблем із застарілою КС та стрибками електроенергії). Зараз машини цієї моделі експлуатуються відносно без перебоїв.
Є кілька тролейбусів зі старою передньою маскою, особливо перших років випуску, що відрізняються високим рівнем підлоги та іншою панеллю приладів. Частина тролейбусів після серйозних поломок "модернізують" у депо, модернізація полягає у заміні сучасних агрегатів на старі, тобто ставлять усе, що є, щоби тролейбуси не стояли.